# Phestilla lugubris
Phestilla lugubris is een slakkensoort uit de familie van de Trinchesiidae. De wetenschappelijke naam van de soort is voor het eerst geldig gepubliceerd in 1870 door Bergh.